# Renirie Rocks
Renirie Rocks är en kulle i Antarktis. Den ligger i Östantarktis. Nya Zeeland gör anspråk på området. Toppen på Renirie Rocks är 572 meter över havet.
Terrängen runt Renirie Rocks är platt åt nordost, men åt sydväst är den kuperad. Trakten är obefolkad. Det finns inga samhällen i närheten.